# District de Samfya
Le district de Samfya est un district de Zambie, situé dans la Province de Luapula. Sa capitale se situe à Samfya. Selon le recensement zambien de 2000, le district a une population de 163 609 personnes.